# Szikszó
Szikszó là một thành phố thuộc hạt Borsod-Abaúj-Zemplén, Hungary. Thành phố này có diện tích 36,23 km², dân số năm 2010 là 5470 người, mật độ 151 người/km².